# Felimare

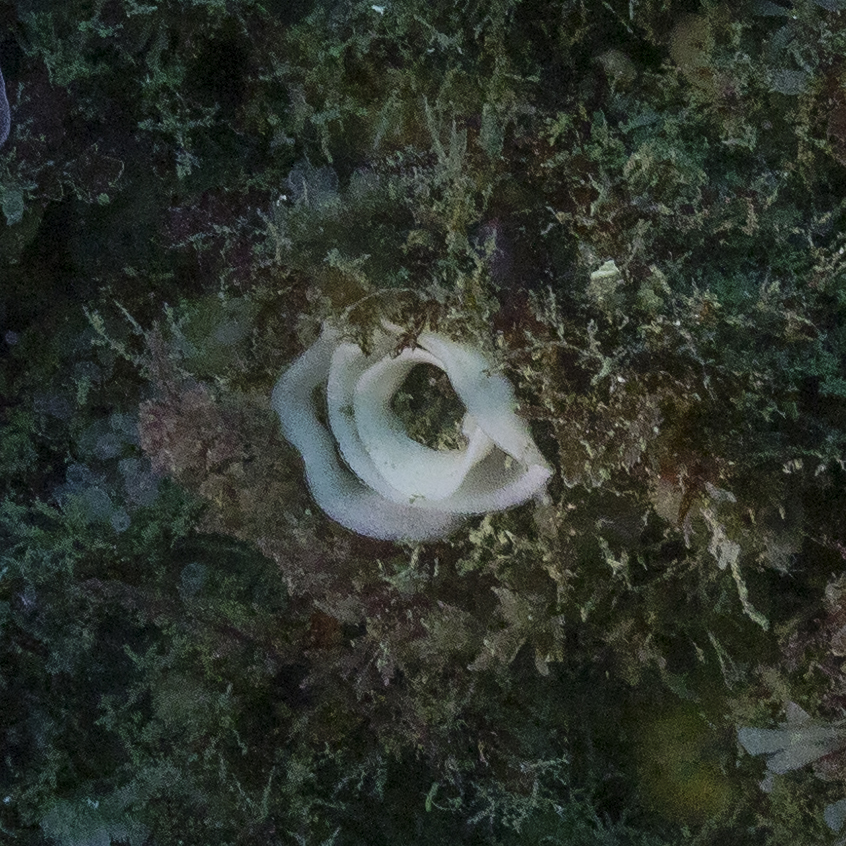
Huevas de nudibranquia.

Felimare es un género de moluscos nudibranquios de la familia Chromodorididae (babosas de mar). El género fue recientemente reerecto con base en análisis moleculares utilizando dos marcadores mitocondriales, el citocromo oxidasa subunidad 1 (COI) y el 16S rRNA (16S).

## Nombre común
- Español: babosas de mar.[4]

## Clasificación y descripción de la especie
Este género está formado por todas las especies del Pacífico americano y del Atlántico (incluyendo el mar Mediterráneo) anteriormente atribuidas al género de Hypselodoris y dos especies del género Mexichromis: Mexichromis porterae del Pacífico americano y Mexichromis kempfi del mar Caribe.

## Distribución de la especie
Las especies de este género se distribuyen en la costa este del océano Pacífico y en ambas costas del océano Atlántico, incluyendo el mar Mediterráneo.

## Ambiente marino
Habita en arrecife de coral. Muchas de las especies de este género se alimentan de esponjas marinas.

## Estado de conservación
No se encuentra bajo ninguna categoría de riesgo.

## Diversidad
El Registro Mundial de Especies Marinas reconoce las siguientes especies en el género Felimare:
- Felimare acriba (Ev. Marcus & Er. Marcus, 1967)
- Felimare agassizii  (Bergh, 1894)
- Felimare amalguae  (Gosliner & Bertsch, 1988)
- Felimare bayeri Ev. Marcus & Er. Marcus, 1967
- Felimare bilineata  (Pruvot-Fol, 1953)
- Felimare californiensis  (Bergh, 1879)
- Felimare cantabrica  (Bouchet & Ortea, 1980)
- Felimare ciminoi  (Ortea & Valdés, 1996)
- Felimare espinosai  (Ortea & Valdés, 1996)
- Felimare fentoni (Valdés, Gatdula, Sheridan & Herrera, 2011)
- Felimare fontandraui  (Pruvot-Fol, 1951)
- Felimare francoisae  (Bouchet, 1980)
- Felimare fregona (Ortea & Caballer, 2013)
- Felimare garciagomezi  (Ortea & Valdés, 1996)
- Felimare gasconi  (Ortea, 1996)
- Felimare ghiselini  (Bertsch, 1978)
- Felimare gofasi  (Ortea & Valdés, 1996)
- Felimare grahami (T. E. Thompson, 1980)
- Felimare juliae  (DaCosta, Padula & Schrödl, 2010)
- Felimare kempfi  (Ev. Marcus, 1971)
- Felimare lajensis  (Troncoso, Garcia & Urgorri, 1998)
- Felimare lapislazuli  (Bertsch & Ferreira, 1974)
- Felimare lilyeveae  (Alejandrino & Valdés, 2006)
- Felimare malacitana  (Luque, 1986)
- Felimare marci  (Ev. Marcus, 1971)
- Felimare molloi  (Ortea & Valdés, 1996)
- Felimare muniainae  (Ortea & Valdés, 1996)
- Felimare olgae  (Ortea & Bacallado, 2007)
- Felimare orsinii  (Vérany, 1846)
- Felimare paulomarcioi (Domínguez, García & Troncoso, 2006)
- Felimare picta  (Schultz in Philippi, 1836)
- Felimare porterae  (Cockerell, 1901)
- Felimare ruthae  (Ev. Marcus & Hughes, 1974)
- Felimare sisalensis Ortigosa & Valdés, 2012
- Felimare sycilla  (Bergh, 1890)
- Felimare tema  (Edmunds, 1981)
- Felimare tricolor  (Cantraine, 1835)
- Felimare villafranca  (Risso, 1818)
- Felimare xicoi  (Ortea & Valdés, 1996)
- Felimare zebra  (Heilprin, 1889)

Especies cuyo nombre ha dejado de ser aceptado por sinonimia:
- Felimare midatlantica  (Gosliner, 1990): aceptado como Felimare tricolor (Cantraine, 1835)

## Galería

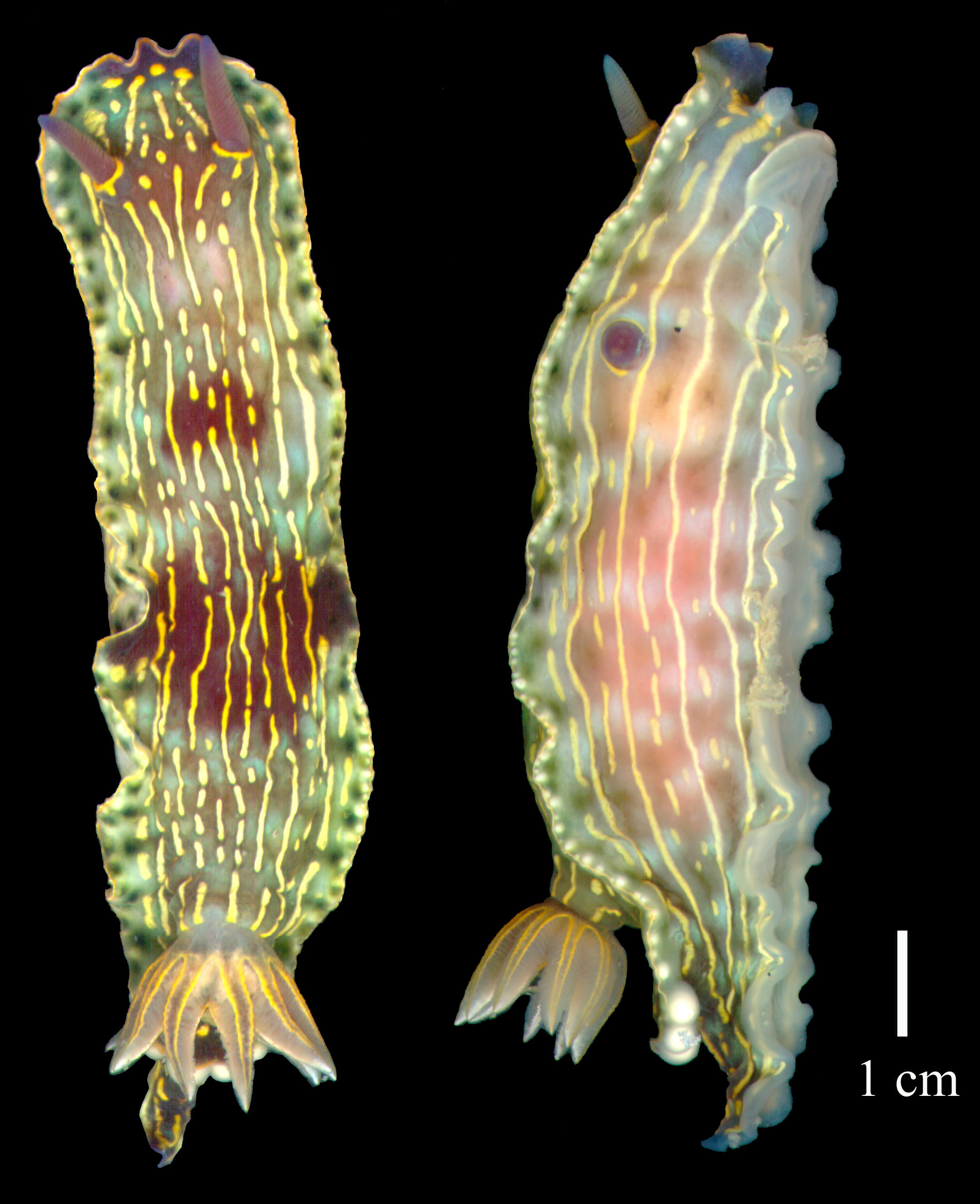
Felimare bayeri
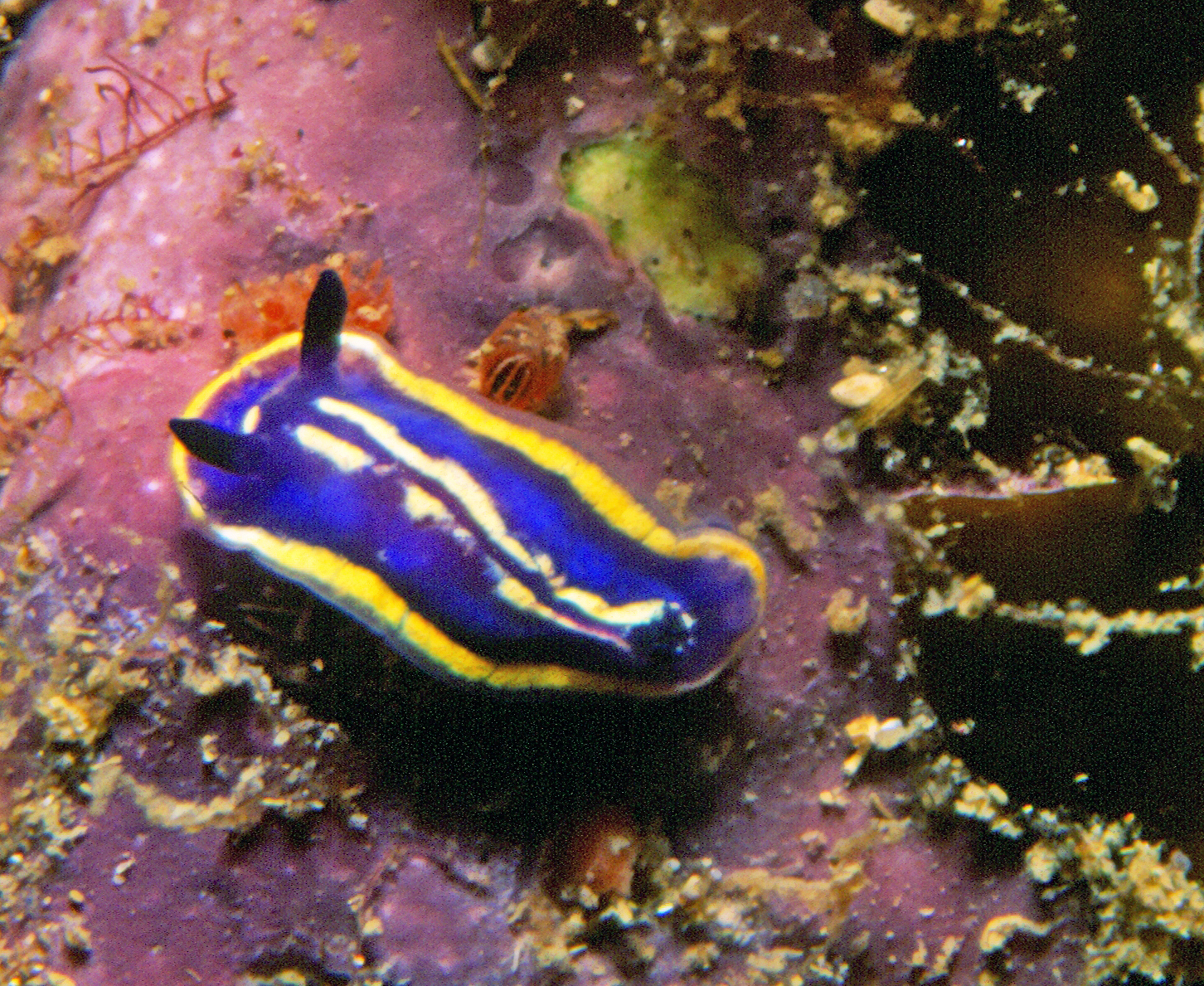
Felimare bilineata
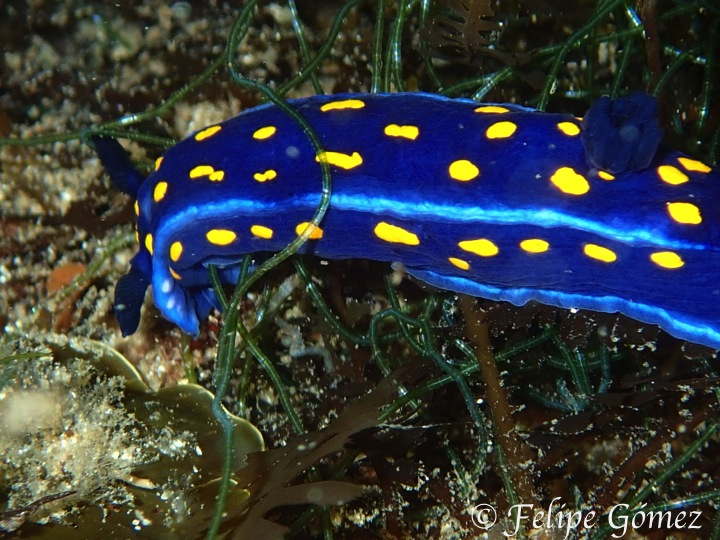
Felimare californiensis
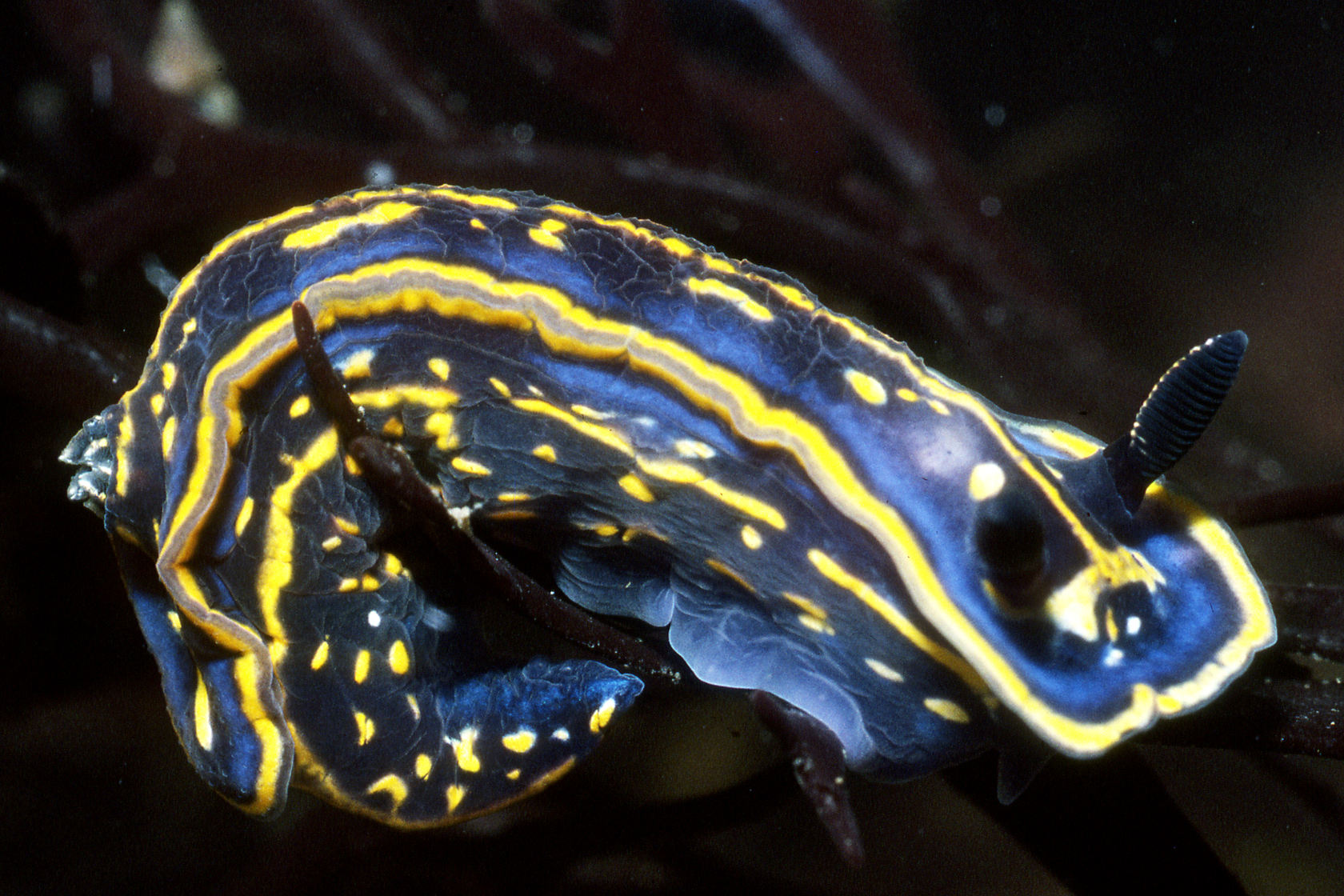
Felimare cantabrica
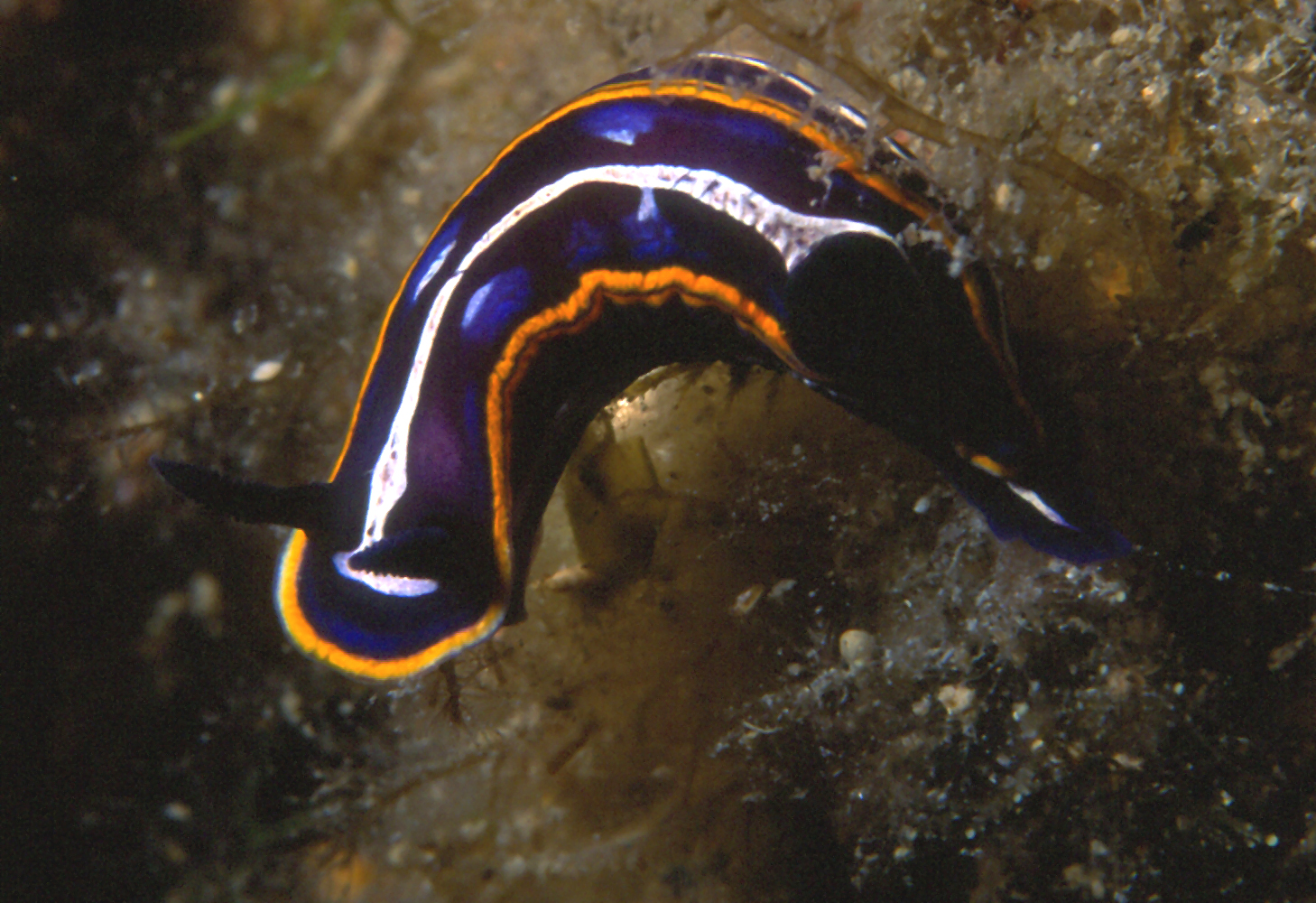
Felimare fontandraui
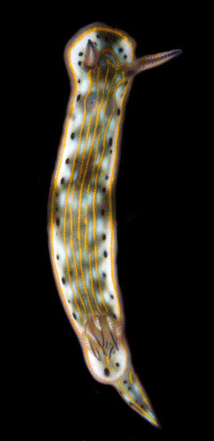
Felimare fregona
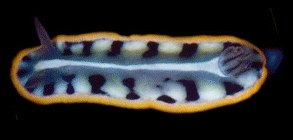
Felimare kempfi
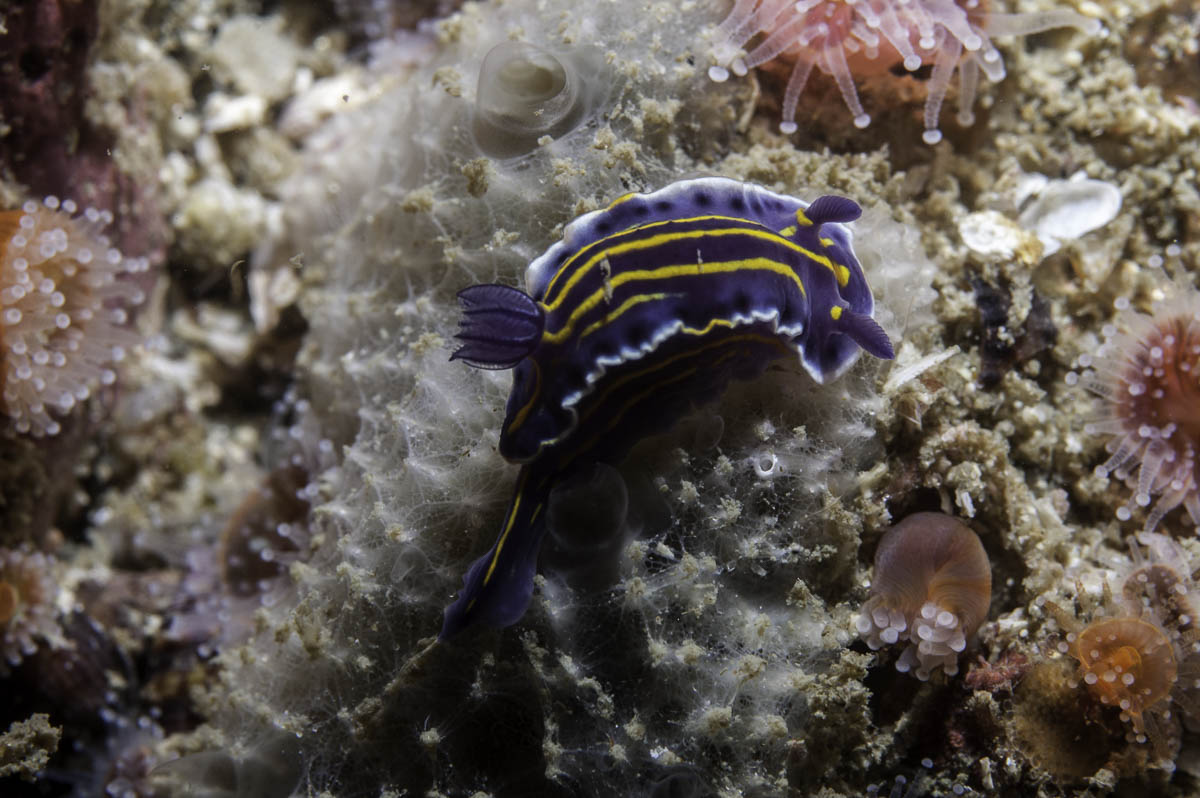
Felimare lajensis
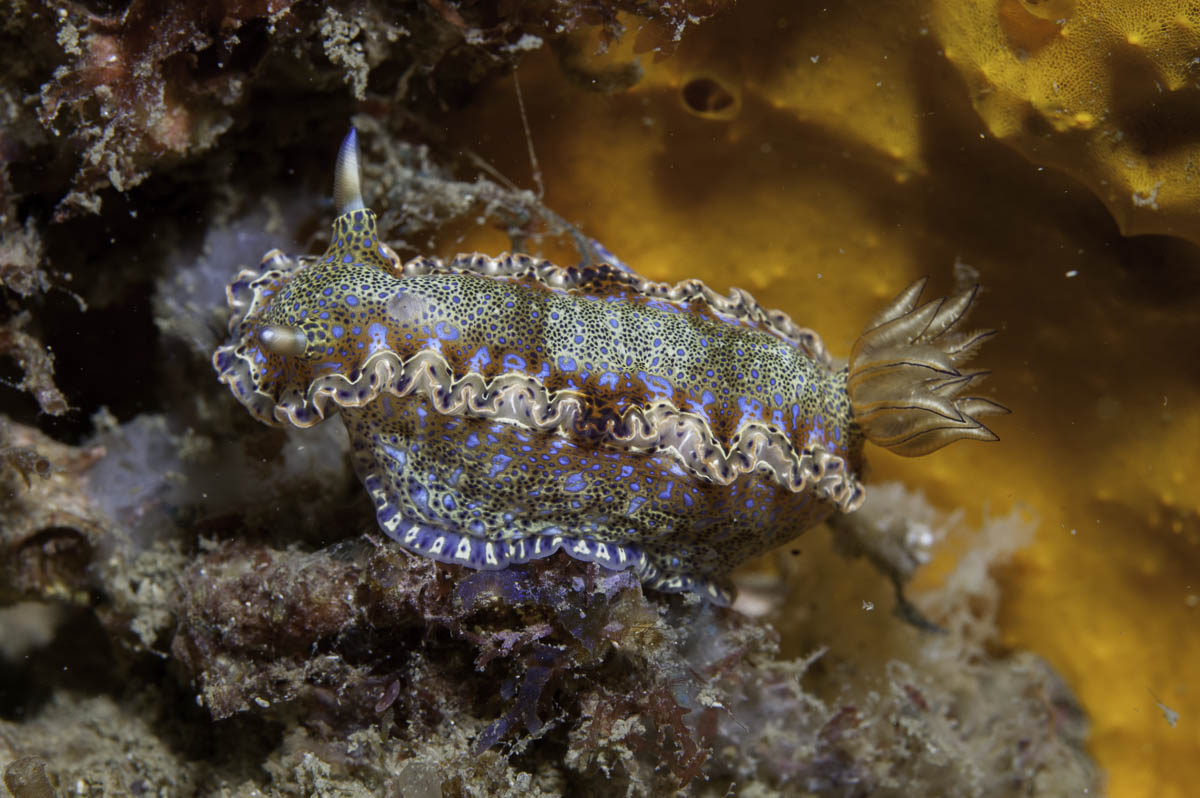
Felimare marci
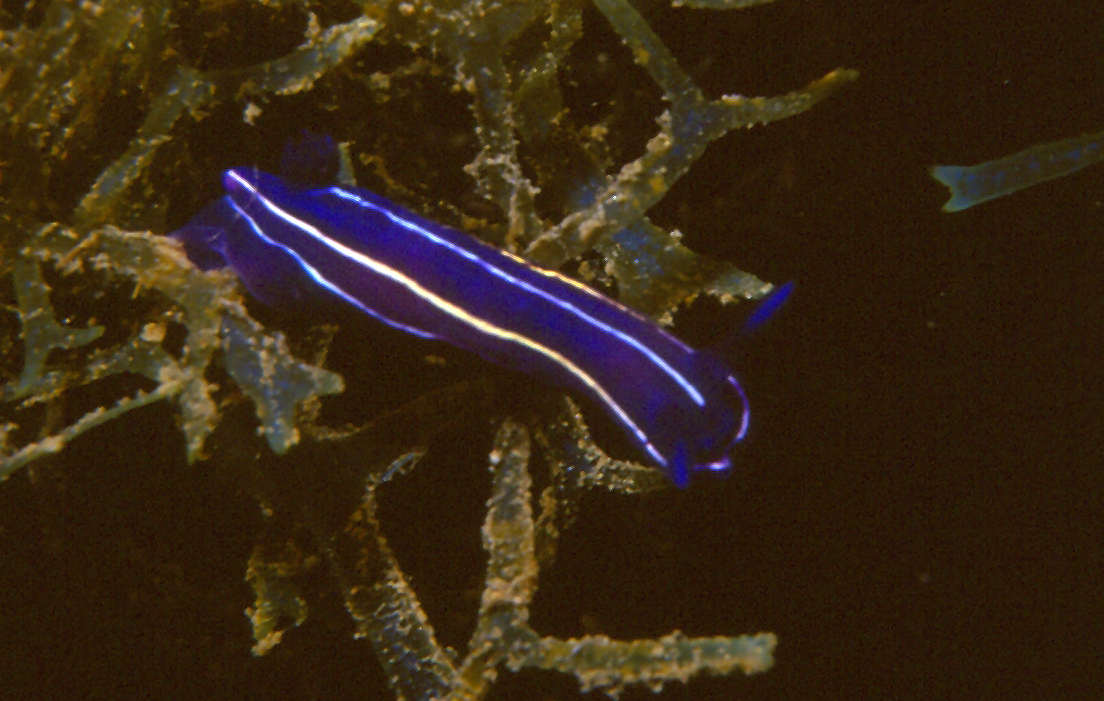
Felimare orsinii
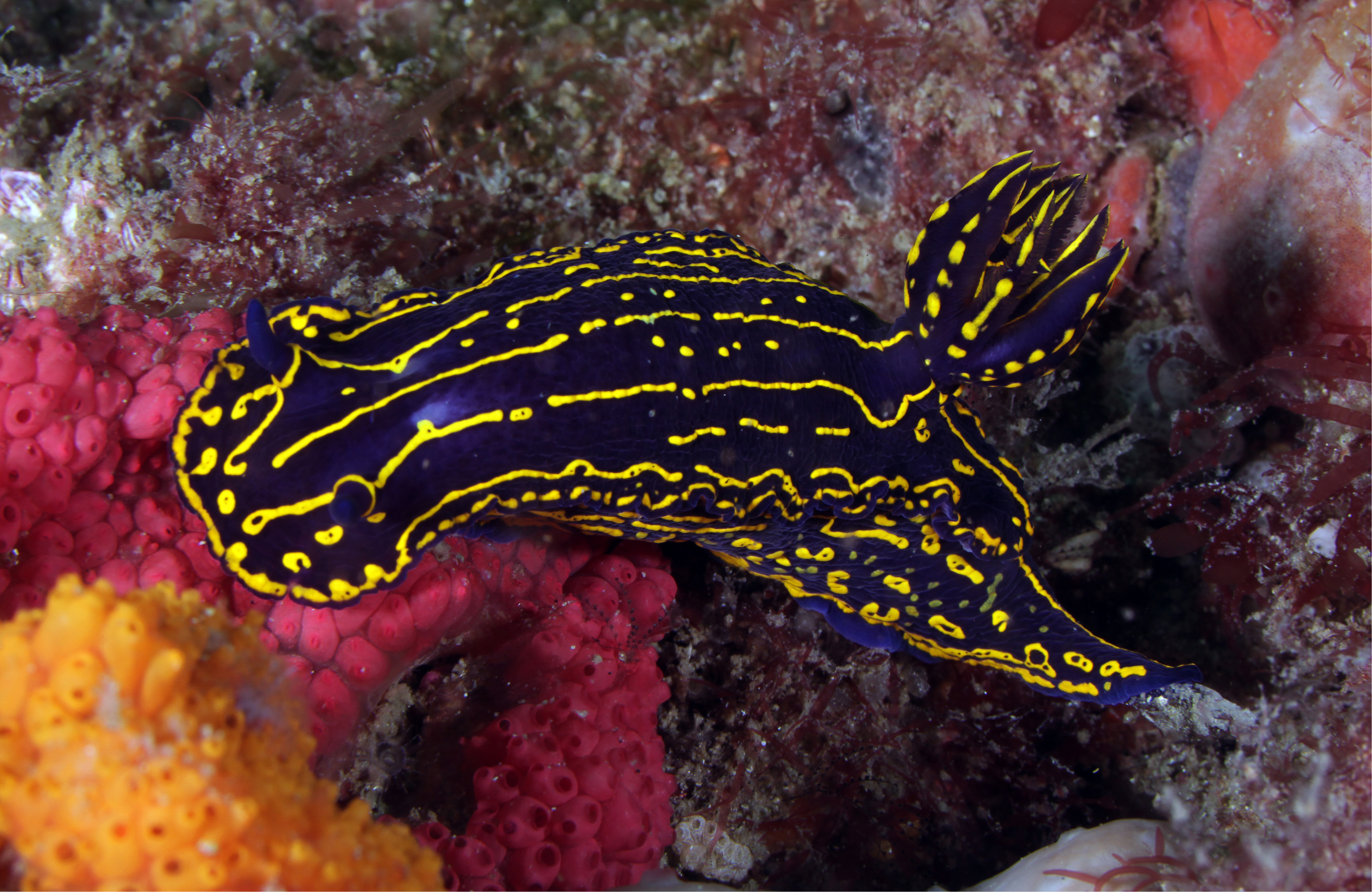
Felimare picta
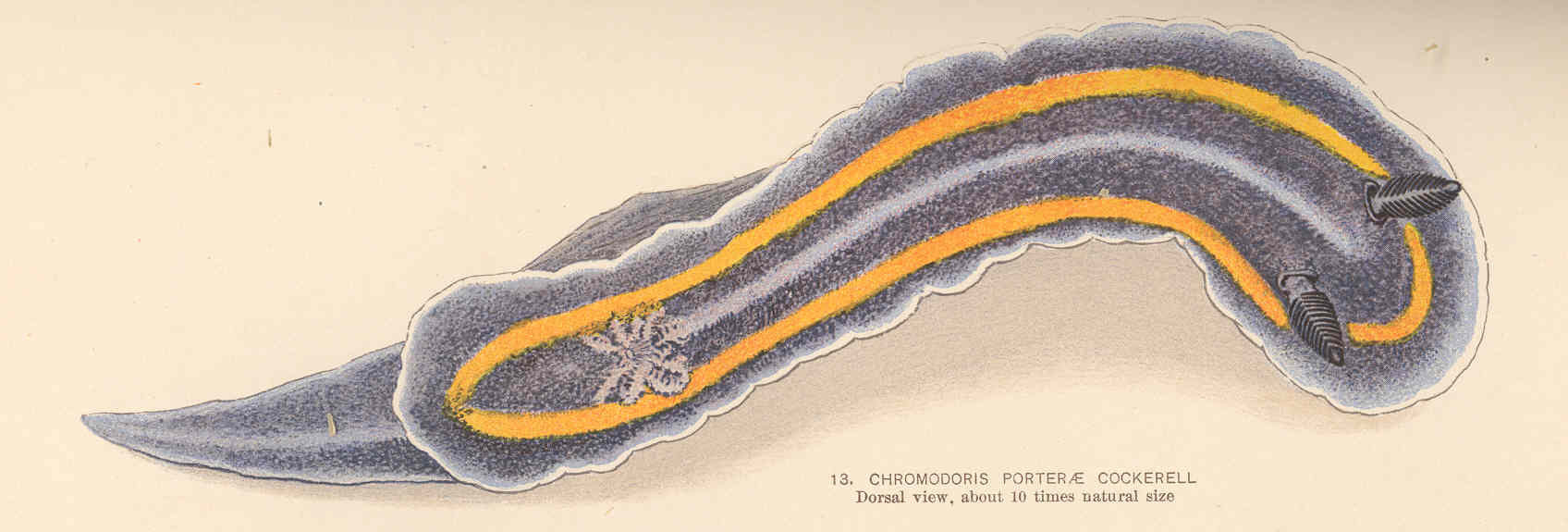
Felimare porterae
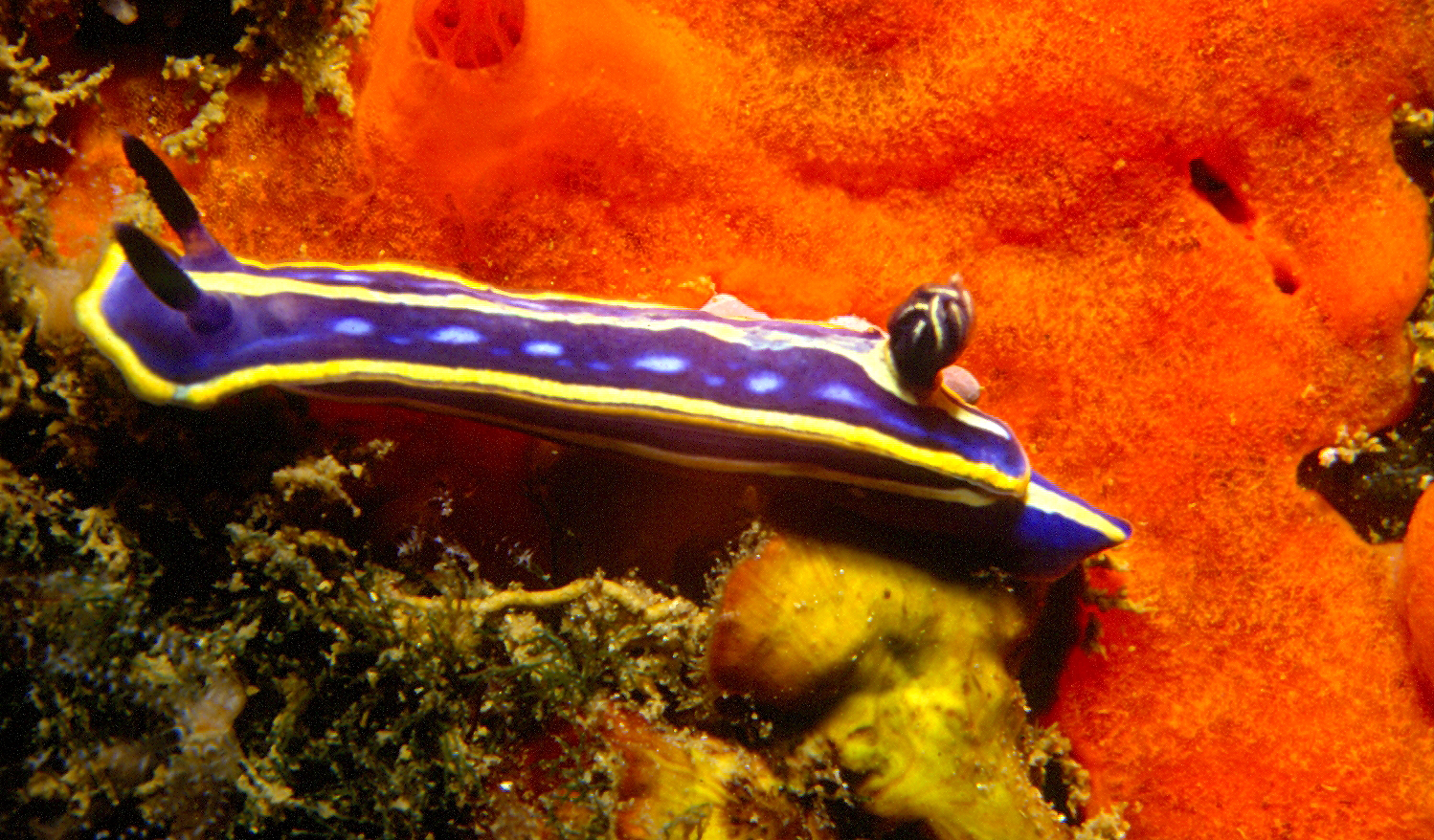
Felimare tricolor
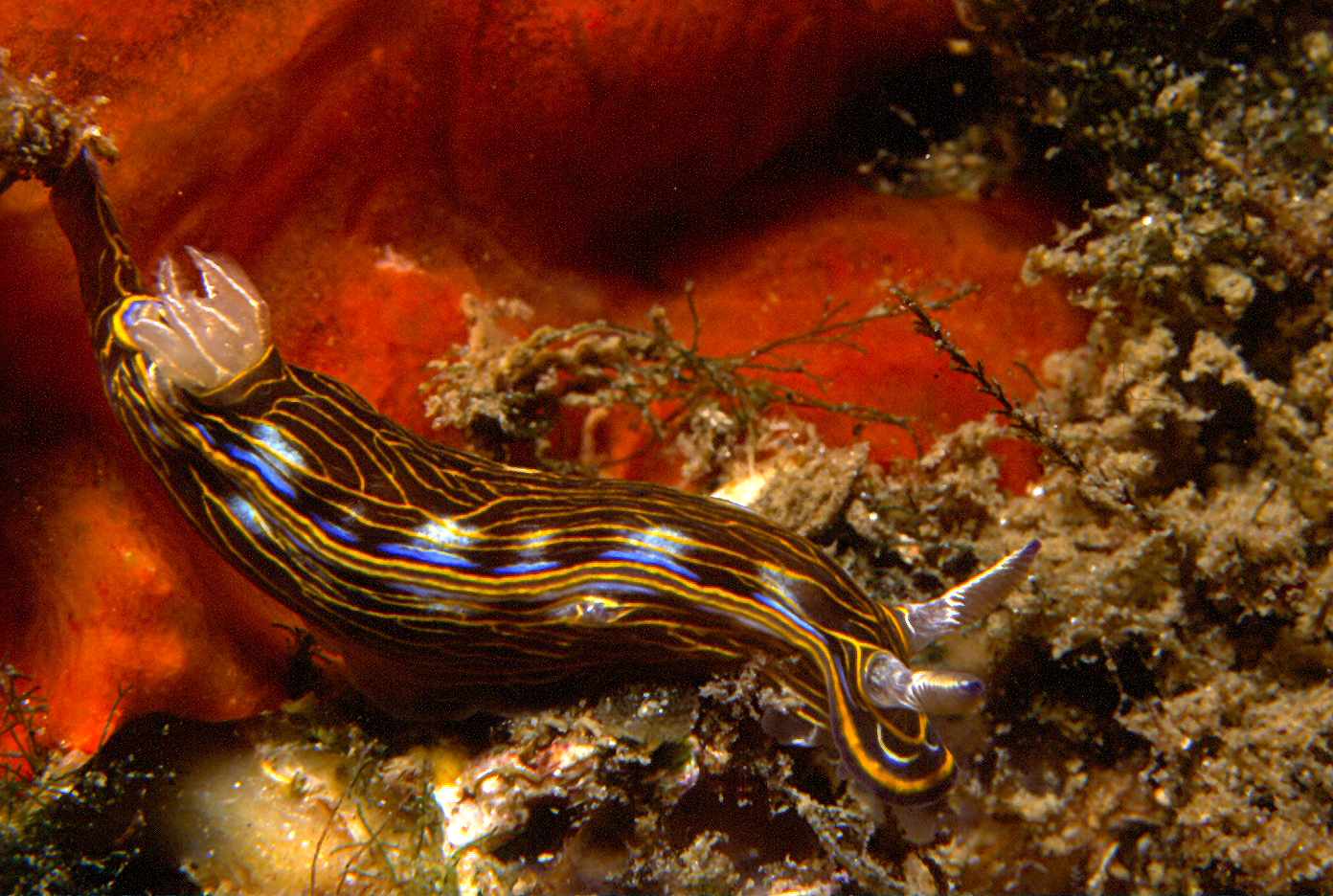
Felimare villafranca
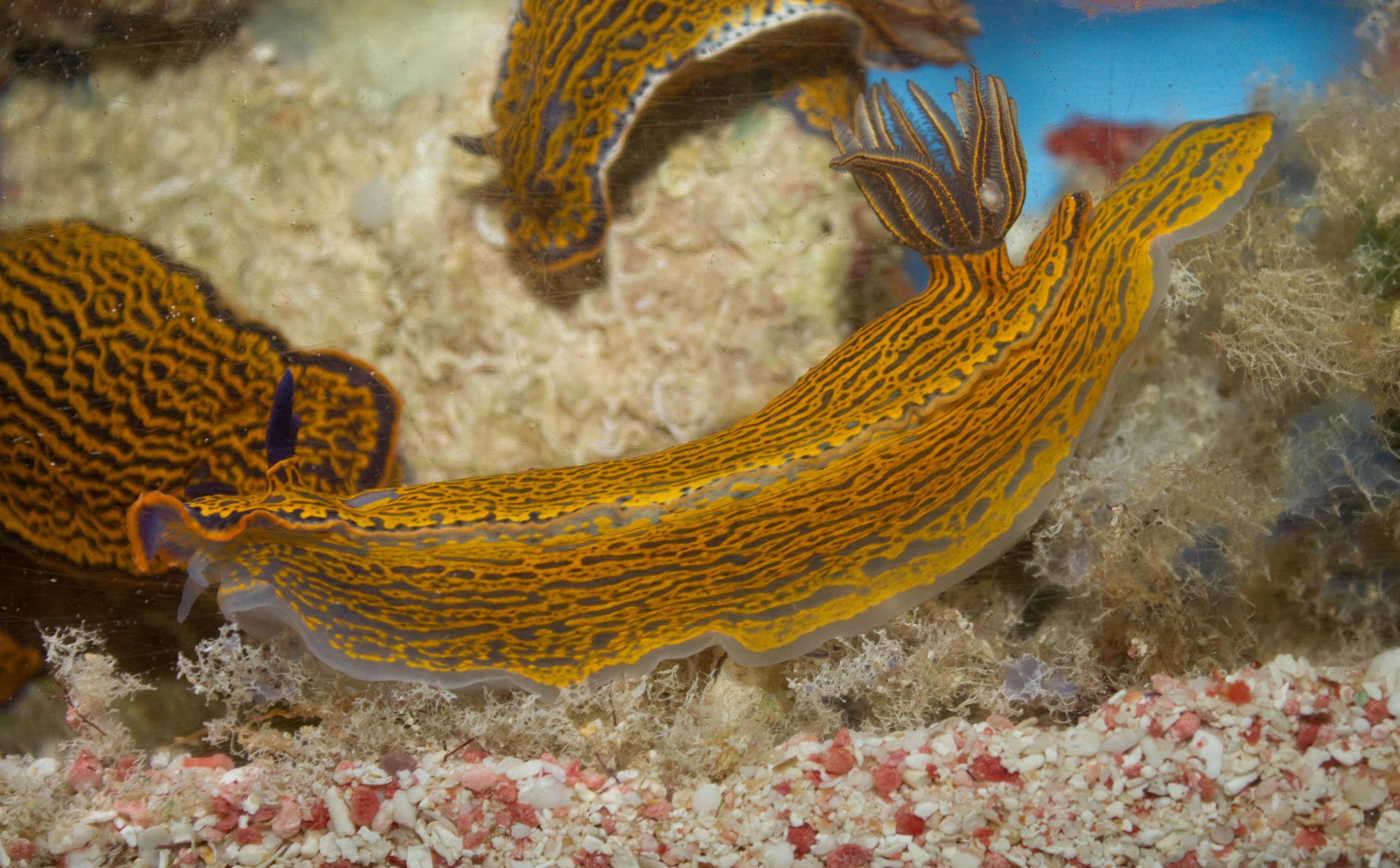
felimare zebra